# Сен-Гийом
Сен-Гийо́м (фр. Saint-Guillaume) — коммуна во Франции, находится в регионе Рона — Альпы. Департамент коммуны — Изер. Входит в состав кантона Матезин-Триев. Округ коммуны — Гренобль.
Код INSEE коммуны — 38391. Население коммуны на 1999 год составляло 270 человек. Населённый пункт находится на высоте от 550 до 1733 метров над уровнем моря. Муниципалитет расположен на расстоянии около 500 км юго-восточнее Парижа, 110 км юго-восточнее Лиона, 28 км юго-западнее Гренобля. Мэр коммуны — Eliane Paquet, мандат действует на протяжении 2008—2014 гг.
Динамика населения (INSEE):